# Jacek Chańko
Jacek Krzysztof Chańko (ur. 25 stycznia 1974 w Białymstoku) – polski piłkarz występujący na pozycji obrońcy, były dyrektor sportowy Jagiellonii Białystok, samorządowiec.

## Życiorys

### Kariera sportowa
Karierę sportową rozpoczął w Jagiellonii Białystok. Wiosną 1996 przeszedł do pierwszoligowego wówczas Stomilu Olsztyn. W klubie tym rozegrał 99 spotkań, zdobywając dziesięć goli. W 1999 wyjechał do Niemiec do zespołu Werder Brema; nie wystąpił w nim w rozgrywkach ligowych, zagrał natomiast 2 spotkania w pucharach.
Po powrocie do kraju w trakcie rundy wiosennej sezonu 2000/2001 reprezentował barwy Pogoni Szczecin, która zdobyła w tym czasie wicemistrzostwo Polski. Następnie krótko był piłkarzem Widzewa Łódź, z którego trafił ponownie do Stomilu Olsztyn, grającego wówczas w II lidze. W latach 2003–2008 występował ponownie w Jagiellonii Białystok. Następnie został graczem w niższych ligach podlaskich w barwach klubów Narew/Łyski Choroszcz, a później w A-klasowym zespole BKS Jagiellonia Białystok.
W 1990 wraz z Reprezentacją U-16 zajął 3. miejsce na mistrzostwach Europy juniorów do lat 16. W 1999 jedyny raz w karierze zagrał w meczu oficjalnym reprezentacji Polski (90 minut w spotkaniu przeciwko Nowej Zelandii zakończonym wynikiem 0:0).

### Działalność zawodowa i społeczna
W wyborach samorządowych w 2006 uzyskał mandat radnego rady miejskiej w Białymstoku z listy Platformy Obywatelskiej. W 2007 został dyrektorem sportowym Jagiellonii Białystok. W 2010 ponownie uzyskał mandat radnego. 16 stycznia 2014 wystąpił z klubu radnych PO, współtworząc klub Białostoczanie 2014. Zawiesił także członkostwo w PO, z której wykluczony został 24 stycznia. W tym samym roku z powodzeniem ubiegał się o reelekcję z ramienia PiS. Mandat radnego utrzymywał także w wyborach w 2018 i 2024.